# Dactylochelifer ressli
Dactylochelifer ressli är en spindeldjursart som beskrevs av Beier 1967. Dactylochelifer ressli ingår i släktet Dactylochelifer och familjen tvåögonklokrypare. Inga underarter finns listade i Catalogue of Life.